# Позитивна психотерапія

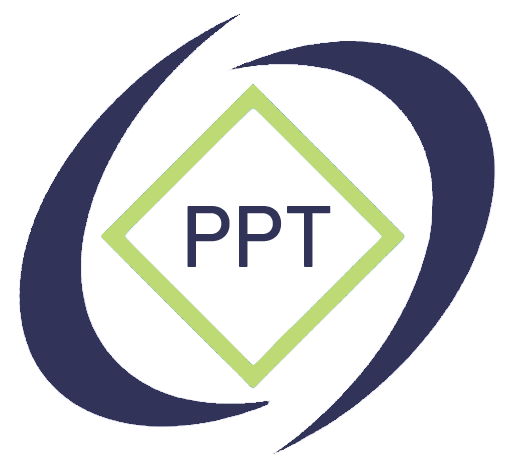
Positive and Transcultural Psychotherapy (PPT after N. Peseschkian since 1977)

Позитивна психотерапія (ППТ за Пезешкіаном, з 1977 року) - це психотерапевтичний метод, розроблений психіатром і психотерапевтом Носсратом Пезешкіаном та його колегами в Німеччині, починаючи з 1968 року. Ця гуманістична психодинамічна психотерапія базується на позитивній концепції людської природи. ППТ є інтегративним методом, який включає елементи гуманістичної, системної, психодинамічної та когнітивно-поведінкової терапії. Сьогодні центри та тренінги з позитивної психотерапії існують у близько двадцяти країнах світу. Не слід плутати з позитивною психологією .

## Опис
Позитивна психотерапія (ППТ) - це терапевтичний підхід, розроблений Носсратом Пезешкіаном у 1970-1980-х роках. Спочатку відомий як "диференційний аналіз", він був перейменований на "позитивну психотерапію", коли Пезешкіан у 1977 році опублікував свою роботу, яка згодом була перекладена англійською мовою в 1987 році. Термін "positive" або "positivus" (з латинської) в ППТ відноситься до актуальних, реальних і конкретних аспектів людського досвіду.
Основна мета позитивної психотерапії та її практиків - допомогти пацієнтам і клієнтам розпізнати та розвинути свої здібності, сильні сторони, ресурси та потенціал. Цей підхід поєднує в собі елементи різних модальностей психотерапії, зокрема:
- гуманістичний погляд на природу людини та терапевтичний альянс;
- психодинамічне розуміння психічних і психосоматичних розладів;
- системний підхід, який враховує сім'ю, культуру, роботу та навколишнє середовище, а також практичну самодопомогу;
- цілеспрямований п'ятиступеневий терапевтичний процес, який інтегрує техніки з різних терапевтичних методів[5].

ППТ характеризується конфліктоцентричним та ресурсно-орієнтованим підходом, який спирається на транскультуральні спостереження в більш ніж двадцяти різних культурах. Перебуваючи між мануалізованою когнітивно-поведінковою терапією та процесно-орієнтованою аналітичною психотерапією, ППТ використовує напівструктурований підхід до діагностики, лікування, посттерапевтичної самодопомоги та тренінгів.

## Про засновника

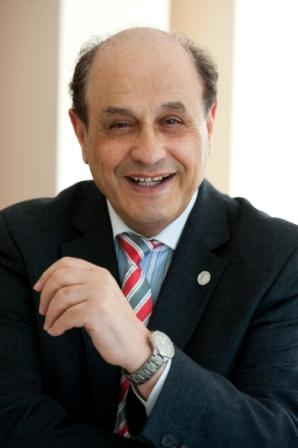
Dr. Nossrat Peseschkian

Засновник позитивної психотерапії, професор, доктор Носсрат Пезешкіан, був німецьким психіатром, неврологом, психотерапевтом і фахівцем з психосоматичної медицини, родом з Ірану. Наприкінці 1960-х - на початку 1970-х років він черпав натхнення з різних джерел, особистостей і подій:
- Панівний дух тієї епохи, який породив гуманістичну психологію та її подальший розвиток.
- Особиста взаємодія з видатними та впливовими психотерапевтами та психіатрами, такими як Віктор Франкл, Якоб Л. Морено, Генріх Менг[de] та іншими.
- Гуманістичні та інтегративні принципи й цінності Віри Бахаї.
- Прагнення до інтегративного підходу, зокрема через негативний досвід конфліктів між психоаналітиками та поведінковими терапевтами в Німеччині того часу.
- Широкі транскультуральні спостереження в більш ніж двадцяти культурах, зумовлені пошуком культурно-чутливої методології.

Носсрат Пезешкіан пов'язаний з розвитком цього підходу, оскільки його життєва історія та особистість значною мірою вплинули на його створення. Біограф описує його як "мандрівника між двома світами", а його біографія має підзаголовок "Схід і Захід".
За словами Пезешкіана, до розвитку позитивної психотерапії його спонукав власний досвід іранця, який з 1954 року проживає в Європі, що дозволило йому гостро відчути відмінності в поведінці, звичаях і ставленні між культурами. Це усвідомлення почалося ще в дитинстві, коли він, будучи бахаї, спостерігав, як відрізняються релігійні звичаї його однокласників-мусульман, християн та євреїв, а також вчителів. Цей досвід спонукав його замислитися над взаємовідносинами між різними релігіями та людьми, а також зрозуміти, що ставлення до них зумовлене світоглядом і сімейними уявленнями. Під час навчання на медичному факультеті Пезешкіан був свідком протистояння між різними психіатричними, неврологічними та психотерапевтичними позиціями, що навчило його важливості відкидання упереджень. Цей досвід допоміг йому почуватися комфортно на Заході, де такі поняття, як рівність чоловіків і жінок, завжди були для нього даністю.
Позитивна психотерапія сходить до основ гуманістичної психології та психотерапії, які були закладені такими піонерами, як Курт Гольдштейн, Абрагам Маслоу та Карл Роджерс. Під час навчання Носсрат Пезешкіан зазнав глибокого впливу від особистих зустрічей з такими відомими психотерапевтами, як Генріх Менг, Віктор Франкл та Якоб Леві Морено, що залишили довготривалий слід.
Однак Пезешкіан також був свідком конфліктів між різними школами та підходами в німецькій психотерапевтичній спільноті, де психоаналітики та поведінкові терапевти відмовлялися співпрацювати навіть під час простого обіду. Більше того, сильний вплив психоаналізу та його подальшого розвитку, включаючи неофрейдизм, психосоматичні та фокус-орієнтовані підходи, такі як Балінт, також сформували перспективу Пезешекіана. У відповідь на це він прагнув побудувати метатеорію, яка могла б подолати розбіжності між цими різними методами. Водночас певні принципи Віри Бахаї глибоко зачаровували й надихали Носсрата Пезешкіана протягом усього його життя. Ці принципи охоплювали гармонію між наукою і релігією, бахаїстську концепцію людини як "копальні, багатої на безцінні самоцвіти", а також бачення глобального суспільства, що охоплює культурне розмаїття. Ці принципи відіграли значну роль у формуванні його творчості та філософського світогляду.
Прогрес позитивної психотерапії можна пояснити кількома факторами, які сприяли її розвитку протягом тривалого часу. Ці фактори включають знання, отримані в процесі безперервної медичної освіти, досвід, набутий під час роботи з пацієнтами в психотерапевтичних і психосоматичних практиках, взаємодію з представниками різних культур, релігій і систем цінностей, а також різноманітний і варіативний характер психотерапевтичних методів. Кульмінацією цього накопиченого досвіду стало створення "Диференціального аналізу" в 1969 році, який згодом зазнав вдосконалення і в 1977 році з'явився як Позитивна психотерапія. Назви ранніх книг, написаних Пезешкіаном, таких як "Психотерапія повсякденного життя" (1974) і "У пошуках сенсу" (1983), відображають вплив психоаналізу та екзистенціальних шкіл психотерапії на розвиток позитивної психотерапії. Крім того, назва "Позитивна сімейна терапія" (1980) підкреслює її паралельний розвиток з системною сімейною терапією протягом 1970-х років. Загалом Пезешкіан є автором 29 книг і численних статей про цей підхід, що сприяло його широкому літературному висвітленню та поширенню.

## Розвиток та історія

### 1970-1980-ті
1970-ті роки стали важливим періодом у розвитку та прийнятті позитивної психотерапії в тому вигляді, в якому ми її знаємо сьогодні. Це був переломний момент, коли ППТ отримала більш широке визнання в галузі психотерапії. У цей час почали формуватися основоположні принципи ППТ, які були реалізовані в лікуванні численних пацієнтів та їхніх родин. Ці принципи також піддавалися тестуванню і були представлені на міжнародних лекціях, як в Німеччині, так і за її межами. У цю знаменну епоху були опубліковані чотири з п'яти фундаментальних книг ППТ. Це Психотерапія повсякденного життя (спочатку опублікована під назвою Schatten auf der Sonnenuhr  в 1974 році), Позитивна психотерапія (спочатку опублікована німецькою мовою в 1977 році), Східні історії в Позитивній психотерапії (спочатку опублікована німецькою мовою в 1979 році) і Позитивна сімейна психотерапія (спочатку опублікована німецькою мовою в 1980 році). Крім того, у 1970-х роках з'явилися перші післядипломні тренінги з ППТ, а в 1974 році було створено навчальну організацію, яка згодом стала попередницею Вісбаденської академії психотерапії (WIAP). Медична палата Гессену визнала цю навчальну організацію в 1979 році для проведення навчання з психотерапії в резидентурі. Крім того, в 1977 році була заснована Німецька асоціація Позитивної психотерапії (DGPP), яка стала першою в світі національною асоціацією Позитивної психотерапії.
Протягом 1980-х років ППТ постійно розвивався, що призвело до випуску додаткових книг, таких як У пошуках сенсу (спочатку опублікована німецькою мовою в 1983 році, а згодом перекладена англійською в 1985 році). Спільна робота з молодими колегами сприяла подальшій систематизації методу ППТ. Важливою віхою в цей час стало завершення дисертації Хаміда Пезешкіана у 1988 році, яка стала першою дисертацією, присвяченою виключно ППТ. В рамках цієї дисертації було зроблено важливий крок вперед у структуруванні первинного інтерв'ю в ППТ. Було запроваджено опитувальник, спеціально розроблений для цього першого інтерв'ю, який згодом було піддано психодинамічному дослідженню. У 1988 році цей опитувальник первинного інтерв'ю, разом з WIPPF (опитувальник в Позитивній  психотерапії), був опублікований з незначними змінами. Це попередник пізнішого напівструктурованого психодинамічного первинного інтерв'ю було одним з перших прикладів у галузі психодинамічної психотерапії.
У 1980-х роках Носсрат Пезешкіан багато подорожував, проводячи семінари з ППТ у країнах, що розвиваються, в Азії та Латинській Америці. У цей час важливі роботи з ППТ були перекладені англійською мовою. Д-р Пезешкіан  також проводив семінари з навчання менеджменту та коучингу, викликаючи інтерес до застосування ППТ у цих галузях.

### 1990-2010-ті
У цей період Пезешкіан опублікував свою останню фундаментальну працю Психосоматика і позитивна психотерапія у 1991 році (німецька версія), а потім у 2013 році переклав її англійською мовою. У цій книзі було представлено структурований психодинамічний підхід до лікування різних психологічних і фізичних розладів.
Політичні зміни в Центральній і Східній Європі в 1990-ті роки значно прискорили міжнародну експансію ППТ, розпочату ще в 1980-ті роки. Метод ППТ зіткнувся зі значним інтересом у цих культурах, які посідали унікальне психологічне становище між східною і західною культурами. Східноєвропейські колеги, відомі своїми організованими методами роботи і жагою до знань, зіграли вирішальну роль у систематизації семінарів ППТ за межами Німеччини. До 1990 року у світі було створено понад 30 центрів, починаючи з першого в Казані (Росія). Перші національні асоціації позитивної психотерапії були створені в Болгарії (1993), Румунії (2004) і Росії.. Інтернаціоналізація ППТ продовжилася з юридичною реєстрацією 1996 року в Німеччині Міжнародного центру позитивної психотерапії як неурядової організації, що згодом перетворилася на Всесвітню асоціацію позитивної та транскультурної психотерапії (WAPP). Ці події збіглися зі створенням у Відні 1990 року Європейської асоціації психотерапії (EAP), яка встановила професійні та правові стандарти психотерапії. Представники позитивної психотерапії беруть активну участь у роботі EAP з моменту її створення.
У німецькомовних країнах дискусію про ефективність різних методів психотерапії викликала робота Клауса Граве , опублікована 1994 року, і подальша дискусія навколо законів про психотерапію. У відповідь на це Пезешкіан і його колеги провели масштабне дослідження "Ефективність позитивної психотерапії" , яка 1997 року була удостоєна премії Річарда Мертена. Це дослідження дало емпіричне підтвердження практичної ефективності ППТ і відповідало зростаючій увазі до доказової практики в психотерапії.
У 1999 році було опубліковано міжнародну навчальну програму для підвищення кваліфікації в галузі ППТ, складену на основі досвіду різних країн. У 2000 році було започатковано щорічні міжнародні тренінги для тренерів із позитивної психотерапії.. 
Розширення ППТ отримало офіційне оформлення в Німеччині: Вісбаденська академія психотерапії (WIAP) одержала державне визнання для післядипломного навчання в ординатурі психологів із психодинамічної психотерапії, а також педагогів і соціальних працівників із дитячої та підліткової психотерапії. У Німеччині діє закон про психотерапевтів. 1998 рік став поштовхом до подальшого розвитку навчальних програм і систематизації як базового, так і поглибленого тренінгу з ППТ, поширивши свій вплив і за межі Німеччини. Протягом кількох років семінари базового рівня, що проводяться у Східній Європі, призвели до появи нових концепцій.
ППТ вийшла за межі свого первісного медичного контексту і знайшла застосування в різних галузях, включно зі шкільною та університетською освітою, підготовкою менеджерів і коучингом.. Перший всесвітній конгрес з ППТ було організовано 1997 року в Санкт-Петербурзі, Росія, і відтоді його проводять кожні 3-4 роки. 
У 2005 році в університеті UTEPSA в Санта-Крусі (Болівія) було завершено першу магістерську програму, що пропонує ступінь магістра в галузі ППТ. 
Фонд професора Пезешкіана, відомий також як Міжнародна академія позитивної та транскультуральної психотерапії (IAPP), був заснований 2005 року Маніже і Носсратом Пезешкіанами. Фонд сприяє реалізації міжнародних ініціатив і контролює ведення Міжнародного архіву позитивної психотерапії.

### З 2010 року
Після відходу з життя засновника ППТ Носсрата Пезешкіана 2010 року спільнота ППТ вступила в нову фазу.
Всесвітня асоціація позитивної та транскультуральної психотерапії (WAPP) стала глобальною головною організацією з позитивної психотерапії. Створена 1996 року як Міжнародний центр позитивної психотерапії, WAPP об'єднує індивідуальних членів, національні асоціації, навчальні інститути, центри та представництва на національному та регіональному рівнях. Основною метою організації є надання підтримки своїм членам та особам, зацікавленим у вивченні, практиці та просуванні позитивної психотерапії. WAPP зареєстрована як некомерційна організація у Вісбадені (Німеччина) і у 2023 році налічує понад 2200 індивідуальних членів у 50 країнах світу..
Позитивна психотерапія є офіційно визнаною модальністю Європейської асоціації психотерапії (EAP). Європейська федерація центрів позитивної психотерапії (EFCPP) - організація, що діє в усій Європі, яка виконує функції загальноєвропейської організації (EWO), загальноєвропейської акредитаційної організації (EWAO) і європейського акредитованого навчального інституту психотерапії (EAPTI) через IAPP-Академію, афілійовану з EAP. Психотерапевти-початківці можуть отримати Європейський сертифікат психотерапевта (ECP) з позитивної психотерапії, пройшовши навчання в EFCPP..
Позитивна психотерапія є зареєстрованою торговельною маркою в США (реєстраційний № 6 082 225) У 2016 році позитивну психотерапію було офіційно зареєстровано в Європейському Союзі та Швейцарії.
Станом на 2023 р. національні асоціації ППТ створено в Болгарії, Німеччині, Грузії, Румунії, Косово, Україні та Ефіопії. Крім того, ППТ активно просувають через місцеві або регіональні навчальні центри в Австрії, Вірменії, Білорусі, Болгарії, Великій Британії, Німеччині, Грузії, Китаї, Кіпрі, Косово, Латвії, Північній Македонії, Польщі, Росії, Румунії, Туреччині, Україні, Великій Британії та Китаї. Семінари та лекції з ППТ відбулися більш ніж у 80 країнах світу. Примітно, що нині ППТ включено до навчальних планів програм із психології та психотерапії в університетах України,  Болгарії, Росії та Туреччини.

## Теорія

### Основні характеристики
Основи ППТ ґрунтуються на наукових теоріях, які також можна знайти в інших видах терапії. Однак метод Пезешкіана поєднує в собі елементи психодинамічної та гуманістичної психотерапії, створюючи транскультуральний психотерапевтичний підхід. ППТ також реалізує інтегративний підхід, який враховує індивідуальні потреби клієнта, салютогенетичні принципи, сімейну терапію та інструменти самодопомоги.
Основні характеристики методу ППТ:
- Метод інтегративної психотерапії.
- Гуманістичний психодинамічний метод.
- Цілісна, інтегрована терапевтична система.
- Конфліктоцентричний короткостроковий метод.
- Культурально-чутливий метод.
- Використання історій, анекдотів та мудростей.
- Інноваційні інтервенції та техніки.
- Застосування в психотерапії, інших медичних дисциплінах, консультуванні, освіті, профілактиці, управлінні та тренінгах.

### Основні принципи
Трьома основними принципами або стовпами позитивної психотерапії є:
- Принцип надії
- Принцип балансу
- Принцип консультування

 Принцип надії передбачає, що терапевти прагнуть допомогти пацієнтам зрозуміти і сприйняти сенс і мету, що стоять за їх розладом або конфліктом. Таким чином, розлад переосмислюється в "позитивному" ключі, що призводить до позитивних інтерпретацій. Ось декілька прикладів:
- Розлад сну розглядається як здатність залишатися бадьорим і справлятися з обмеженою кількістю сну.
- Депресія розглядається як здатність глибоко переживати і виражати емоції у відповідь на конфлікти.
- Шизофренія розглядається як здатність існувати одночасно у двох світах або у світі яскравих фантазій.

Прийнявши цю оптимістичну перспективу, зміна точки зору стає можливою не тільки для пацієнта, але й для його оточення. Таким чином, хвороба виконує символічну функцію, яку повинні визнати і терапевт, і пацієнт. Пацієнт дізнається, що симптоми і скарги хвороби діють як сигнали для відновлення балансу в чотирьох вимірах його життя.
 Принцип балансу визнає, що, незважаючи на соціальні та культурні відмінності, всі люди схильні покладатися на загальні механізми подолання під час розв'язання своїх проблем. Носсрат Пезешкіан у поєднанні з Моделлю Балансу позитивної психотерапії розробив динамічний і сучасний підхід до розв'язання конфліктів у різних культурах. Ця модель виділяє чотири фундаментальні аспекти життя:
- Тіло/Здоров'я - психосоматичні проблеми.
- Досягнення/Робота - чинники, що сприяють виникненню стресу.
- Контакти/стосунки - потенційні тригери депресії.
- Майбутнє/Фантазії/Смисл життя - страхи та фобії.

Хоча ці чотири сфери притаманні всім людям, у західних суспільствах на перший план виходять фізичний добробут і професійний успіх, тоді як у східній півкулі більшу увагу приділяють міжособистісним зв'язкам, уяві та спрямованості в майбутнє (транскультуральний аспект позитивної психотерапії). Відомо, що брак контактів і відсутність уяви сприяють виникненню різних психосоматичних захворювань.
Це можна розглядати як змістовну диференціацію класичної фрейдівської моделі Ід, Его та Супер-Его.
Принцип консультування вводить поняття п'яти етапів терапії та самодопомоги, які тісно переплітаються в позитивній психотерапії. На цих етапах і пацієнт, і його сім'я отримують колективну інформацію про хворобу та індивідуальне вирішення цієї проблеми. П'ять стадій виглядають наступним чином:
1. Спостереження і дистанціювання: Ця стадія включає в себе сприйняття і вираження бажань і проблем при збереженні певного рівня емоційної відстороненості.
2. Інвентаризація: Когнітивні здібності включаються в роботу, коли пацієнт розмірковує про значущі життєві події, що відбулися за останні 5-10 років.
3. Ситуативне схвалення: На цьому етапі основна увага приділяється самодопомозі та активізації внутрішніх ресурсів. Пацієнту пропонується використовувати минулі успіхи у вирішенні конфліктів.
4. Вербалізація: Посилюється комунікативний потенціал пацієнта, що дає йому змогу формулювати і висловлювати невирішені конфлікти і проблеми, пов'язані з чотирма вимірами життя.
5. Розширення цілей: Цей етап спрямований на формування перспективної життєвої орієнтації після розв'язання проблем. Пацієнту пропонуються запитання на кшталт: "Що б ви хотіли робити, коли всі проблеми будуть вирішені? Які Ваші цілі на найближчі п'ять років?".

Ці п'ять стадій являють собою комплексний підхід до терапії та самодопомоги, забезпечуючи основу для розгляду різних аспектів благополуччя людини і сприяючи її особистісному зростанню та майбутнім прагненням.

### Позитивна психотерапія як метатеорія
Початкова мета Пезешкіана була подвійною: по-перше, створити метод, який пацієнти могли б легко зрозуміти і використовувати, а по-друге, запропонувати позитивну психотерапію як посередника між різними психотерапевтичними школами. У своїй книзі "Позитивна психотерапія" (опублікованій у 1977 році німецькою та 1987 році англійською мовами) він присвятив цій проблемі цілу главу під назвою "Позитивна психотерапія та інші психотерапії" (стор. 365-400). Пезешкіан  вважав цю главу найбільш складною і трудомісткою в книзі. Він підкреслив, що позитивну психотерапію не слід сприймати як ще один метод в рамках психотерапії. Натомість, вона забезпечує комплексну основу, яка дозволяє обирати відповідні методологічні підходи для конкретних випадків і полегшує чергування цих методів. По суті, позитивна психотерапія є метатеорією психотерапії. Вона розглядає психотерапію не просто як фіксований метод для вирішення конкретних симптомів, але і як відповідь на ширший суспільний, транскультурний і соціальний контекст, в якому вона працює.
Також Пезешкіан наполягав на тому, що позитивну психотерапію не слід розглядати як закриту та ексклюзивну систему; натомість, вона надає значення різним психотерапевтичним методам. Вона охоплює різні підходи, такі як психоаналітичну, психодинамічну, поведінкову терапію, групову терапію, гіпнотерапію, медикаментозне лікування та фізичну терапію. Позитивну психотерапію можна вважати інтегративним методом, який включає в себе кілька вимірів терапії.
Минуло майже два десятиліття, перш ніж Клаус Граве та його колеги у Швейцарії опублікували мета-аналіз ефективності різних психотерапевтичних підходів і запропонували загальний метод, який вийшов за межі традиційних шкіл психотерапії.  У США Джером Франк (психіатр) опублікував схему комплексної психотерапії,, але цей план також був суперечливо зустрінутий і не прийнятий. Рухи за еклектичну та інтегративну психотерапію, які з того часу знаходять все більше визнання, тим не менш, оминають основну мету теоретичної інтеграції і в основному задовольняються периферійною функцією використання технік з різних шкіл. Сьогодні зростає консенсус щодо того, що такі фактори, як терапевтичний альянс, емпатія, очікування, культурна адаптація та особистість терапевта є більш важливими, ніж конкретні методи і техніки.

### Позитивний підхід
Позитивна психотерапія робить акцент на мобілізації наявних можливостей і потенціалу для самодопомоги, а не на усуненні наявних порушень. Терапія починається з можливостей розвитку і здібностей індивідів, які беруть участь у ній (Peseschkian N., с.1-7), дотримуючись підходу Абрагама Маслоу , який ввів термін "позитивна психологія" , щоб підкреслити важливість фокусування на позитивних якостях людей. Симптоми і розлади розглядаються як реакції на конфлікти, а терапію називають "позитивною", оскільки вона визнає цілісність залучених до неї людей, включно з патогенезом хвороби, а також салютогенезом радості, потенціалу, ресурсів, потенцій і можливостей. (Jork K, Peseschkian N., с.;13).
Термін "позитивний" у позитивній психотерапії ґрунтується на концепції "позитивних наук" (за Максом Вебером, 1988), яка означає вільний від суджень опис спостережуваного явища. Носсрат Пезешкіан використовує термін positum у ширшому сенсі, що означає те, що доступне, дане або актуальне. Цей позитивний аспект хвороби так само важливий для розуміння і клінічного лікування недуги, як і негативний аспект. Терапія спрямована на мобілізацію наявних можливостей і потенціалу самодопомоги і фокусується на можливостях розвитку і здібностях індивідів, а не просто на їхньому ставленні до "мішка симптомів". Пезешкіан вважає, що симптоми і розлади є реакцією на конфлікти, а терапія називається "позитивною", оскільки виходить з уявлення про цілісність людей, які беруть участь у ній, як про даність .
В основі концепції позитивної психотерапії лежить гуманістичний погляд на природу людини , яка підкреслює вроджену доброту та потенціал людини. Згідно з ППТ, люди володіють двома основними здібностями: любити і знати, і через освіту та особистісний розвиток вони можуть розвивати ці здібності та свою унікальну індивідуальність. Терапію в цьому контексті розглядають як інструмент, що сприяє подальшому зростанню й освіті пацієнта та його сім'ї.
У позитивній психотерапії розлади розглядаються в позитивному світлі. Наприклад, депресію розглядають як "здатність реагувати на конфлікти з глибокою емоційністю", страх самотності - як "бажання бути з іншими людьми", алкоголізм - як "здатність забезпечувати себе теплом (і любов'ю), недоотриманим від інших", психоз - як "здатність жити у двох світах одночасно", кардіологічні розлади - як "здатність тримати щось дуже близько до серця".
Позитивний процес, задіяний у ППТ, призводить до зміни перспективи для всіх сторін, що беруть участь, включно з пацієнтом, його сім'єю та терапевтом/лікарем . Замість того щоб концентруватися винятково на симптомі, увага спрямовується на глибинний конфлікт. Крім того, такий підхід дає змогу виявити "справжнього пацієнта" . Пацієнтом часто виступає не той, хто звертається по допомогу, а представник його соціального оточення. Трактуючи хворобу в позитивному світлі, пацієнти отримують можливість зрозуміти потенційну функцію і психодинамічне значення своєї хвороби для себе та оточуючих, визнати свої здібності, а не тільки патологію.

### Базові та актуальні здібності
Конфлікти в повсякденному житті, а також внутрішні конфлікти, які можуть призвести до психологічних розладів і хвороб, часто пов'язані з актуальними ціннісними судженнями. За ними стоять поняття, наприклад, любові чи справедливості, або такі цінності, як впорядкованість, довіра чи терпіння - характеристики, які в позитивній психотерапії називаються актуальними здібностями. Способи поведінки, цінності, чесноти та конфліктні ідеї пов'язані зі специфічним змістом актуальних здібностей, які присутні у всіх культурах. Кожна людина по-своєму реагує на концепцію, яку вона засвоїла і розвинула протягом свого життя, на концепцію, яку їй прищепив індивідуальний досвід і яка стала успадкованою моделлю через культуру та освіту. Наприклад, пунктуальність або довіра будуть по-різному сприйматися двома різними людьми в порівнянних ситуаціях. Конфлікти, що призводять до страждань і навіть фізичних реакцій, часто є наслідком розбіжностей в уявленнях про активні реальні здібності, наприклад, про пунктуальність чи довіру. Різна оцінка понять є наслідком різних культурних та сімейних концепцій. Важливість пунктуальності чи довіри у порівнянні з контактами, досягненнями чи справедливістю сприймається різними людьми по-різному. Це може призвести до конфліктів, але також і до обміну, навчання та розширення концепцій людини. У 1977 році Носсрат Пезешкіан ввів термін "актуальні здібності"
Згідно з Пезешкіаном, кожна людина володіє двома основними здатностями:  Здатність любити, виражена в первинних здібностях, таких як емоційні потреби, і здатність пізнавати, що розвивається за допомогою вторинних фактичних здібностей, соціальних норм. Здатність любити знаходить своє вираження в первинних актуальних здібностях, таких як терпіння, час і довіра. Здатність пізнавати знаходить своє вираження у вторинних актуальних здібностях, таких як пунктуальність, чистота і впорядкованість: "Ми структуруємо наш досвід за допомогою здатності пізнавати... Вона містить у собі здатність вчитися (накопичувати досвід) і навчати (передавати досвід іншим)".
| Первинні здібності (Здібності любити)                                           | Вторинні здібності (Здібності до пізнання)                                 |
| ------------------------------------------------------------------------------- | -------------------------------------------------------------------------- |
| Любов/прийняття                                                                 | Пунктуальність                                                             |
| Моделювання                                                                     | Охайність                                                                  |
| Терпіння                                                                        | Акуратність                                                                |
| Час                                                                             | Слухняність/дисципліна.                                                    |
| Контактність                                                                    | Ввічливість/доречність                                                     |
| Сексуальність/ніжність                                                          | Відкритість/чесність                                                       |
| Довіра                                                                          | Вірність                                                                   |
| Впевненість                                                                     | Справедливість                                                             |
| Надія                                                                           | Працьовитість/Досягнення                                                   |
| Віра                                                                            | Ощадливість                                                                |
| Сумнів                                                                          | Надійність                                                                 |
| Впевненість                                                                     | Точність                                                                   |
| Єдність                                                                         | Сумлінність                                                                |
| Емоційні потреби та здатність до взаємовідносин (досягається через моделювання) | Соціальні норми та формування взаємовідносин (досягається через виховання) |

Пезешкіан розробив "Диференціальну аналітичну теорію" (; с. 25) як доповнення до тогочасного психоаналізу, який переймався насамперед психосексуальними фазами розвитку (наприклад, оральною, анальною та едіповою), розвитком автономії та конфліктами між Ід та Супер-Его. Аналіз диференціації ставить питання про те, який конкретний зміст виникає на ранніх стадіях: терпіння батьків, розвиток довіри, досвід любові в безумовному прийнятті є психологічною передумовою успішного розвитку в оральній фазі. Ці здібності, відомі як "первинні", закарбовуються в дитині через безпосередню поведінку батьків і через їхнє моделювання. Первинні здібності, такі як терпіння (до себе чи до інших), довіра (до себе, до інших чи до долі), наявність і приділення часу, є базовими потребами для розвитку новонародженої дитини. Дитина потребує тепла, часу, терпіння та емпатійного, безумовного прийняття, щоб розвинути власну внутрішню рівновагу, яка відповідає її віку.
Первинні актуальні здібності стосунків із першою референтною особою дають змогу ставитися до себе, бути в мирі з собою, сприймати себе, розвивати усвідомлення себе і світу і, зрештою, адекватно справлятися з внутрішніми і зовнішніми конфліктами. Первинна здатність "терпіння" необхідна для адекватного контролю імпульсів, здатність "довіра" - для внутрішньої підтримки, тепла і відчуття безпеки. Як важливе несвідоме, любляче прийняття, отримане від матері, бабусі, в якої завжди є час і терпіння, або від внутрішньої постаті батька, якому дитина могла довіритися настільки, що дозволила собі впасти в її обійми або довірити йому те, що ще нікому не довіряла! 
Вторинні актуальні здібності, такі як пунктуальність, чемність, ввічливість, відкритість, справедливість або вірність, часто відіграють роль соціальних норм під час розв'язання конфліктів і непорозумінь. Так, "організованість" - один із найчастіших змістів конфліктів між батьками та дітьми в окцидентальних культурах, а також між самими подружніми парами. "Справедливість" - вторинна здатність, і з переживанням несправедливості необхідно стикатися і врівноважувати її знову і знову, люблячи приймати, не поспішаючи розуміти і проявляючи терпіння. "Слухняність" як прояв дисципліни з історичних причин не надто цінується в демократичній Німеччині, але, незважаючи на це, у школах вона сприймається як факт життя і вважається конструктивною, а притаманна людині свобода ухвалення рішень відсувається на другий план необхідністю підкорятися правилам. Але ж це один із найпоширеніших конфліктних чинників в освіті. У психотерапії конфлікти Супер-Его виокремлюються в ситуаціях, зазначених релігією, як тригери конфліктів провини.
З транскультурального погляду примітно, що в східних культурах більш високо цінуються первинні здібності, такі як любов, довіра і контакт, у той час як у західних культурах більш різко виражені вторинні здібності, такі як організованість, пунктуальність і охайність. Акценти розставляються вже в ранньому дитинстві, наприклад, коли встановлюється час годування дитини, чіткі правила, що стосуються точного часу прийому основної їжі, та інші подібні правила. Ці відмінності часто призводять не тільки до нерозуміння, а й до конфліктів і засудження.
Позитивна психотерапія аналізує конкретний зміст конфліктів як тригерів емоцій і фокусується в консультуванні або терапії на внутрішніх і зовнішніх конфліктах або цінностях і здібностях, які є змістом цих конфліктів. Емоції, що призводять до страждань, або фізичні симптоми можуть бути зрозумілі як цінності, що функціонують у конфлікті протилежних концепцій. У зв'язку з цим процес, орієнтований на конфлікт, фокусується не стільки на тригерах, скільки на виявленні та подальшому опрацюванні конфлікту, який їх викликав.

### Транскультуральний підхід
Інтеграція транскультуральної перспективи в психотерапію була не тільки першочерговим завданням Носсрата Пезешкіана з самого початку, але й мала для нього соціально-політичне значення. Носсрат Пезешкіан підкреслює важливість транскультурального підходу в позитивній психотерапії, оскільки він є повторюваною темою в усьому методі. Ця перспектива пропонує цінну інформацію для розуміння індивідуальних конфліктів і має значні соціальні наслідки. Такі питання, як імміграція, допомога в розвитку, взаємодія з представниками різних культур, транскультуральні шлюби, подолання упереджень, альтернативні моделі з різних культурних середовищ і політичні виклики, що виникають у транскультуральних ситуаціях, можуть бути вирішені за допомогою цього підходу.
Включення культурних факторів і визнання унікальності кожного методу лікування розширило сферу застосування ППТ і зробило його ефективним методом для використання в мультикультуральних суспільствах. ППТ викладається і практикується психотерапевтами в більш ніж 70 країнах, і його можна вважати транскультуральним підходом до психотерапії. Таким чином, принципи ППТ формують основу для визначення і побудови галузі транскультуральної психотерапії, що є важливим для психотерапевтичної освіти, безперервної освіти, а також для визнання і прийняття нових психотерапевтичних дисциплін.
Термін "транскультуральний" у ППТ можна розуміти двояко:
1. По-перше, це визнання унікальних характеристик пацієнтів, які походять з різних культурних середовищ, що також відоме як міжкультуральна психотерапія або психотерапія мігрантів.
2. По-друге, це врахування культуральних чинників у кожних терапевтичних стосунках для розширення репертуару терапевта та сприяння соціально-політичній обізнаності.

ППТ є культурально-чутливим методом (концепція "єдності в різноманітності"), який може бути адаптований до різних культур і життєвих ситуацій і не повинен розглядатися як форма західної "психологічної колонізації". Носсрат Пезешкіан підкреслює важливість соціального аспекту в позитивній психотерапії, припускаючи, що її можна широко застосовувати до різних соціальних відносин, таких як відносини між групами, народами, націями та культурними групами. Таким чином, може бути створена всеосяжна соціальна теорія, зосереджена на проблемах взаємодії, людських здібностях та економічних обставинах.
Транскультуральна психотерапія - це не просто порівняння різних культур, а комплексна концепція, яка фокусується на культурних аспектах людської поведінки. Вона прагне зрозуміти, чим люди відрізняються один від одного і що у них спільного. ППТ використовує приклади з інших культур, щоб допомогти пацієнтам розширити власний репертуар поведінки та релятивізувати власну перспективу. Для розвитку транскультуральної перспективи використовуються такі інструменти, як історії, казки, соціальні норми та модель балансу. У 1979 році Носсрат Пезешкіан  використав термін "транскультуральна психотерапія" і присвятив їй окремий розділ у своїй книзі "Купець і папуга: Східні історії в позитивній психотерапії".  Він вважав, що вирішення транскультуральних проблем буде одним з головних завдань майбутнього через зростаючу важливість транскультуральних труднощів у приватному житті, роботі та політиці. Принцип транскультуральних проблем стає принципом взаємовідносин між людьми і вирішення внутрішніх конфліктів, зрештою стаючи об'єктом психотерапії.

### Первинне інтерв'ю в позитивній психотерапії
Пезешкіан розробив напівструктуроване первинне інтерв'ю, яке є одним із небагатьох у галузі психодинамічної психотерапії. Дисертація Хаміда Пезешкіана, представлена 1988 року, стала першою докторською дисертацією, присвяченою ППТ. У цій дисертації вперше було структуровано первинне інтерв'ю в ППТ, подано опитувальник для цього інтерв'ю та проведено його психодинамічне дослідження. Цей попередник пізнішого напівструктурованого психодинамічного первинного інтерв'ю став значним внеском у психодинамічну психотерапію і був опублікований у 1988 р. разом з опитувальником WIPPF з ППТ.
Первинне інтерв'ю в психотерапії є найважливішим компонентом, який можна порівняти з медичним оглядом і збором анамнезу в соматичній медицині. Воно слугує кільком цілям, включно з діагностикою, плануванням терапії, прогнозом і висуненням гіпотез. У ППТ первинне інтерв'ю передбачає діагностичний підхід, аналогічний історії хвороби, але при цьому враховуються фактори взаємовідносин і терапевтичний альянс. У ньому визнається вплив очікувань,, включаючи надію на ефективну терапію (Snyder, с. 193-212, Frank). Завдяки своєму напівструктурованому характеру та адаптованим концепціям його можна застосовувати в різних контекстах, як-от індивідуальна терапія, терапія пар, сімейна терапія, консультування та коучинг, і він підходить для різних культурних умов.
Первинне інтерв'ю в ППТ являє собою напівструктуроване інтерв'ю, що включає як обов'язкові, так і факультативні запитання. Залежно від відповідей на обов'язкові запитання терапевт може ставити або не ставити факультативні запитання. Запитання можуть бути відкритими або закритими і призначені для збору інформації з метою діагностики, терапії, прогнозування та формування гіпотез (; с.31). Інтерв'ю може бути використане під час першої зустрічі або перших сесій як частина попередньої фази терапії, а також в ознайомлювальних цілях на першій сесії, з подальшим поглибленням терапевта в певні області на наступних сесіях. Первинне інтерв'ю можна застосувати в найрізноманітніших ситуаціях, включно з терапією з окремими людьми, дітьми, молоддю, парами та сім'ями, а також у процесі консультування й коучингу, і його можна адаптувати до різних культур..

### Модель балансу
Модель Балансу широко визнана і може застосовуватися в різних сферах, включаючи терапію, самодопомогу та сімейну терапію. Її можна порівняти з концепцією лібідо Зигмунда Фрейда, життєвими цілями Альфреда Адлера та чотирма функціями Карла Юнга: сприйняттям, співвідношенням, чутливістю та інтуїцією. Модель балансу пропонує структурне представлення особистості та дозволяє визначити сфери, в яких людині може бракувати розвитку. Звертаючись до цих сфер, можна досягти нового балансу, що призведе до синтезу в рамках терапії.

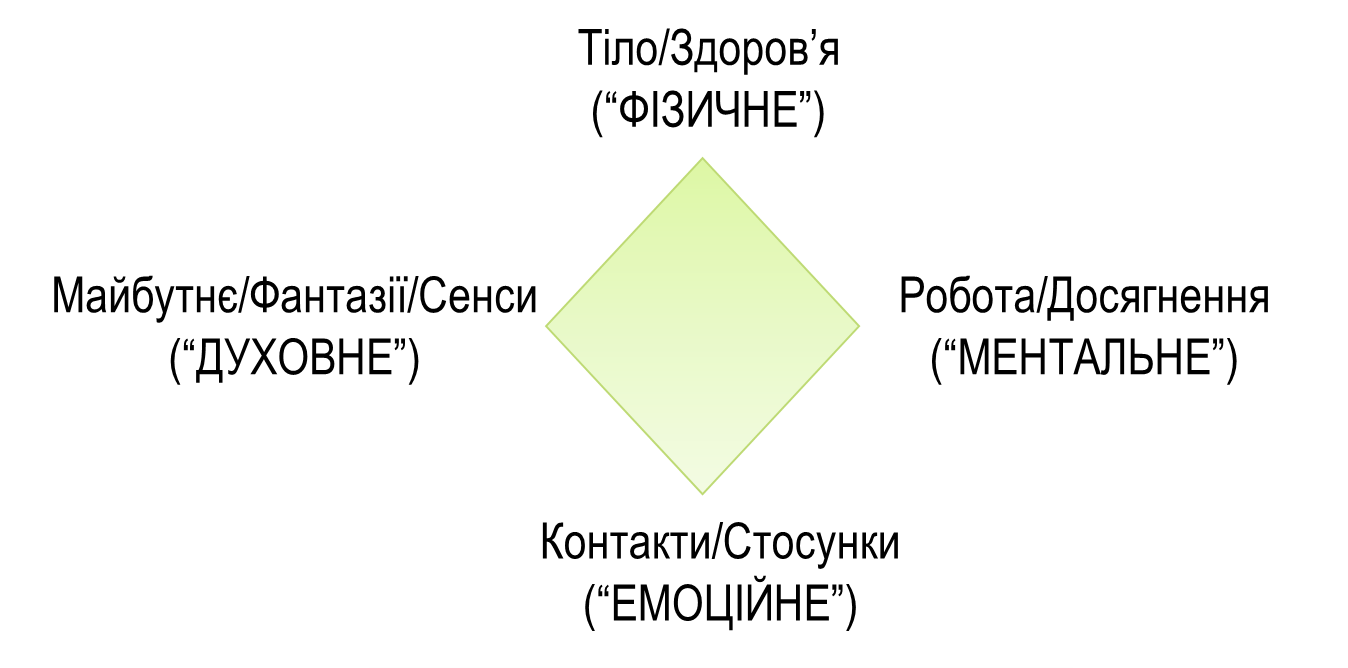
Модель балансу в позитивній психотерапії, розроблена Носсратом Пезешкіаном

Модель балансу ґрунтується на концепції, що існує чотири сфери життя, в яких людина живе і функціонує, і які суттєво впливають на загальну задоволеність, самооцінку та здатність справлятися з викликами. Ці сфери слугують ключовими індикаторами особистості людини в теперішньому часі та охоплюють біологічно-фізичні, раціонально-інтелектуальні, соціально-емоційні та творчі, ціннісно-орієнтовані аспекти повсякденного життя. Хоча всі люди мають потенціал у кожній з цих сфер, деякі з них можуть бути більш помітними або занедбаними через відмінності в освіті та оточенні. Життєва енергія, діяльність і реакції знаходяться під впливом цих чотирьох сфер і пов'язані з ними:
1. Фізична активність і сприйняття, такі як їжа, пиття, ніжність, сексуальність, сон, релаксація, спорт, зовнішній вигляд і одяг.
2. Професійні досягнення та здібності, такі як професія, домашні обов'язки, садівництво, базова та вища освіта, управління грошима.
3. Відносини та стилі контактів з партнерами, родиною, друзями, знайомими та незнайомими людьми; соціальні зобов'язання та діяльність.
4. Плани на майбутнє, релігійні/духовні практики, мета/значення, медитація, роздуми, смерть, переконання, ідеї та розвиток бачення чи уяви-фантазії.

Метою моделі балансу є відновлення рівноваги між чотирма сферами життя. У психотерапевтичному лікуванні завдання полягає в тому, щоб допомогти пацієнтові визначити власні ресурси і використовувати їх для досягнення динамічної рівноваги. Зокрема, це передбачає пріоритетність збалансованого розподілу енергії, коли кожна сфера отримує динамічно рівну частку (25%), а не рівну кількість часу. Тривала однобічність може призвести до конфліктів і хвороб, серед інших негативних наслідків.

### Модель для наслідування
Оцінка впливу раннього дитячого досвіду на пацієнта є важливим і складним завданням у психодинамічній психотерапії. У ППТ використовується концепція Моделі для наслідування (англ. - Dimensions model),, також відома як "приклади", "Модель вимірів" "Рольова модель" або "форми любові", використовується як інструмент для опису моделі сімейних концепцій, які формують досвід і розвиток особистості. Раннє виховання та оточення впливають на унікальний розвиток і вираження базових здібностей до любові та пізнання, як описав Носсрат Пезешкіан. Модель балансу ілюструє засоби здатності до пізнання і засоби здатності до любові.

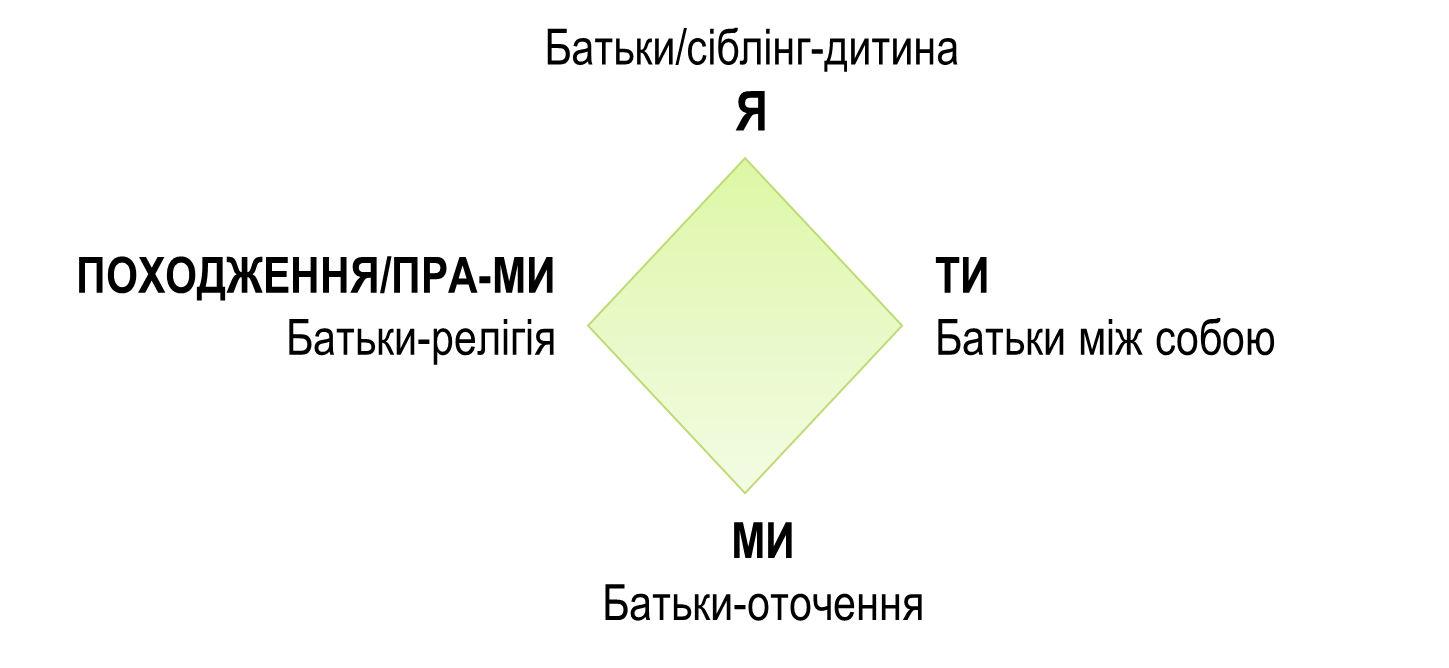
Модель для наслідування / Рольова модель / Модель 4 вимірів у Позитивній психотерапії

Використання чотирьох вимірів моделі для наслідування в ППТ розширює аналітичні теорії "Я" і "Об'єкт" Когута і Кернберга, вводячи не тільки вимір "Я", але й виміри "Ти", "Ми" і "Первинне Ми". Вимір "Ти" відображає стосунки батьків пацієнта або осіб, які надають допомогу, між собою, тоді як вимір "Ми" включає досвід батьків/осіб, які надають первинну допомогу, у стосунках з іншими людьми. Вимір "Первинне Ми", який є унікальним для ППТ, описує стосунки між основними опікунами пацієнта, такими як батьки, бабусі та дідусі, а також їхню життєву філософію або релігійні переконання. Включаючи ці чотири суб'єктні відносини, ППТ розширює теорії Я-об'єкта і утверджується як особливий підхід, який потенційно може вплинути на майбутнє психодинамічної терапії.
1. Вимір "Я" - це модельний вимір, який фокусується на стосунках людини з собою та її життєвих проблемах, таких як самооцінка, впевненість у собі, образ "Я", а також базова довіра чи базова недовіра. На ці питання значною мірою впливає дитячий досвід людини та її стосунки з батьками, братами і сестрами. У дитинстві люди вчаться формувати стосунки з собою на основі того, як задовольняються їхні бажання та потреби.
2. Вимір "Ти" стосується стосунків людини з іншими, зокрема з її романтичним партнером. Основною моделлю цих стосунків є приклад, який подають батьки, особливо у стосунках один з одним. Поведінка та взаємодія між батьками слугує моделлю для можливих способів поведінки у партнерстві, впливаючи на те, як людина формує власні стосунки зі своїм романтичним партнером.
3. Вимір "Ми" стосується стосунків людини з її соціальним оточенням і значною мірою залежить від стосунків її батьків з їхнім соціальним оточенням. Через соціалізацію ставлення до соціальної поведінки та норм досягнень передається від батьків до дітей. Ці установки та очікування пов'язані з соціальними зв'язками за межами найближчого сімейного оточення, такими як стосунки з родичами, колегами, соціальними референтними групами, групами за інтересами, співвітчизниками та людством в цілому. Те, як батьки взаємодіють з цими соціальними зв'язками та орієнтуються в них, формує розуміння та підхід їхніх дітей до соціальної поведінки.
4. Вимір "Походження/Первісне Ми/ Пра-Ми" стосується стосунків людини з її походженням або первісною спільнотою, на які значною мірою впливає ставлення її батьків до сенсу, мети, духовності/релігії та світогляду. Цей вимір не ґрунтується виключно на формальному членстві в релігійній громаді, але є фундаментальним для питання сенсу, яке постає в подальшому житті. Навіть якщо людина відкидає релігію, її зв'язок зі своїм походженням або первісною спільнотою залишається важливим як основа для інших систем орієнтації, які, як очікується, забезпечать сенс і мету.

### Модель конфлікту
Психодинамічна модель конфлікту Пезешкіана (див. мал.) виокремлює диференціацію змісту, який є фокусом конфлікту, і його внутрішньої оцінки. У моделі розрізняють актуальний конфлікт, що виникає в обтяжливій ситуації, базовий конфлікт, що вже існує, та неусвідомлюваний внутрішній конфлікт, що спричиняє фізичні та/або психічні симптоми. Термін "конфлікт" (від латинського confligere - стикатися, боротися) означає явну несумісність внутрішніх і зовнішніх цінностей та уявлень або внутрішню амбівалентність. Емоції, афективні стани і фізичні реакції можна розуміти як сигнальні індикатори внутрішнього конфлікту цінностей і розподілу актуальних можливостей. Тому в ППТ ставиться питання про зміст: що викликає або провокує дану емоцію? 

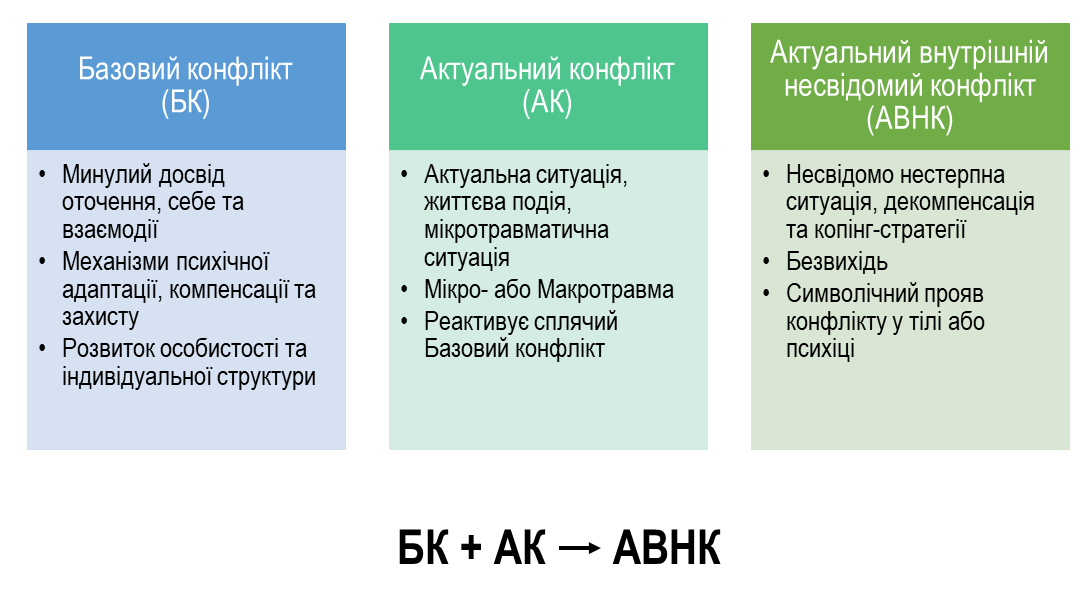
Концепція трьох основних конфліктів у Позитивній психотерапії

Поняття "мікротравма" Пезешкіан відносить до нагромадження дрібних, повторюваних психічних травм, що спричиняють мікрострес або "дрібницю" (; с.80), і можуть провокувати внутрішні конфлікти. Ці мікротравми відрізняються від великих життєвих подій або макротравм. Вони стосуються змісту конфлікту і пов'язані з реальними можливостями людини, які дають їй змогу будувати стосунки, але можуть стати і джерелом конфлікту. У реальному конфлікті, коли механізми подолання перевантажені, може виникнути старий несвідомий базовий конфлікт, у якому первинні емоційні потреби, як-от довіра, надія або ніжність, протиставляють вторинним здібностям або соціальним нормам, як-от організованість, пунктуальність, справедливість або відкритість. Коли колишній компроміс, що дав змогу розв'язати базовий конфлікт, перестає бути ефективним, виникає внутрішній конфлікт, що призводить до появи симптомів, які розглядаються як спроби розв'язання. Ці конфліктні реакції можна уявити за допомогою Моделі Балансу: навіть якщо вони не можуть призвести до розв'язання, вони все одно впливають.
Якщо певні здібності, мораль, ідеї чи принципи постійно використовуються без адаптації до поточних обставин, це може призвести до порушень. Якщо сімейні уявлення або компроміси, досягнуті в минулому, продовжують повторюватися, може виникнути неусвідомлений внутрішній конфлікт, який може призвести до психологічних, психосоматичних або фізичних порушень. Ці симптоми слугують для пацієнта способом висловити щось несвідоме і мають особливе значення для кожного. Метою ППТ є зміцнення занедбаних ділянок і нерозвинених здібностей у рамках терапевтичних стосунків і повсякденного життя, що дає змогу пацієнтам ефективно розв'язувати конфлікти й досягати внутрішньої та зовнішньої рівноваги.

### Наративний підхід з використанням казок і мудрості
Особливим прийомом, використовуваним у ППТ, є терапевтичне використання казок, історій і притч, що вперше було представлено Носсратом Пезешкіаном в роботі "Східні історії як інструмент психотерапії - купець і папуга" в 1979 році. Хоча в гіпнотерапії (Мілтон Еріксон) цей підхід уже використовували, у психодинамічній терапії він не був поширеним до робіт Пезешкіана. На відміну від Карла Густава Юнга, який робив акцент на казках, метод Пезешкіана використовує ширший спектр інструментів наративної терапії та асоціацій. "Використовуючи історії та притчі Сходу та інших культур, робиться спроба розпізнати і розвинути потенціал людини до самодопомоги. Звертаючись до символічного значення прислів'їв і старих мудрих слів, узятих із багатьох культур, людина, якій їх розповідають, у процесі психотерапії приходить до більш позитивного погляду на себе" (, с.92).
Передбачуваний терапевтичний ефект здивування, що виникає в результаті використання східних історій, які спочатку можуть здатися незвичними в європейській культурі, довів свою ефективність не тільки в інших культурах (, с.24–34). Історії виконують у терапії безліч функцій, зокрема створюють норми для самопорівняння і ставлять під сумнів усталені норми, розглядаючи їх як відносні. На першому етапі терапії ці історії можуть призвести до зміни перспективи, яка потім використовується на наступних етапах. Такі розповіді можуть також сприяти вивільненню емоцій і думок, що часто відіграє вирішальну роль у терапії. Розповіді в терапії слугують дзеркалом, що дає змогу читачам або слухачам ототожнювати себе з героями та їхніми переживаннями, розмірковуючи про свої власні потреби та ситуації. Представляючи рішення, історії можуть виступати моделями, які пацієнти можуть порівнювати зі своїм власним підходом, що призводить до ширшої інтерпретації та можливості змін. Крім того, розповідання історій особливо ефективне для допомоги пацієнтам, які чинять опір змінам і дотримуються застарілих ідей.

### П'ятикрокові концепції
П'ятикрокові концепції, що використовуються в індивідуальній та сімейній терапії, подібно до п'яти пальців кожної руки, дуже нагадують природний процес, що спостерігається в груповій психотерапії, описаній Раймондом Баттегаєм, психодрамі, описаній Морено, та подальшому навчанні людей, описаному Альфредом Адлером. Що відрізняє підхід Пезешкіана - це систематичне застосуванням цієї моделі процесу в психотерапії. П'ятикрокова процедура слугує дорожньою картою як для терапевта, так і для клієнта для пошуку найефективніших засобів самодопомоги. Дослідження в галузі терапії показали, що чим краще ми справляємося зі складними терапевтичними ситуаціями і рефлексуємо над терапевтичними стосунками, тим успішнішим може бути результат терапії.
Три етапи взаємодії в терапії (приєднання, диференціація, від'єднання) передбачають 5-етапний процес комунікації, який використовується як в рамках окремих сесій, так і впродовж усього курсу терапії.
1. Перший крок - це прийняття, спостереження та дистанціювання, що передбачає зміну перспективи.
2. Другий крок - інвентаризація, диференціація змісту та передумов конфлікту, а також сильних сторін пацієнта.
3. Третій крок - ситуативне підбадьорення, де розвиваються навички самодопомоги та ресурси.
4. Четвертий крок - опрацювання конфлікту через вербалізацію.
5. П'ятий і останній крок, який називається розширенням цілей, передбачає обдумування, узагальнення та тестування нових концепцій, стратегій і перспектив, орієнтованих на майбутнє.

Такий підхід до структурованої комунікації є унікальним для методу Пезешкіана і сприяє успішним результатам терапії. Цей терапевтичний процес зосереджений на майбутньому та змінах і передбачає використання концепцій з минулого, які є ефективними для сьогодення. Крім того, за необхідності використовуються концепції з інших психотерапевтичних дисциплін (інтегративний аспект). Пацієнт та його оточення беруть активну участь у розумінні процесу хвороби (самодопомога).
5 етапів ППТ слугують структурою для спілкування під час терапевтичної сесії або протягом усього терапевтичного процесу, який в іншому випадку був би позбавлений спрямування. Через використання відповідного розуміння, навідних запитань, історій, тригерів асоціацій та повернення до попередніх тем, терапевт сприяє розповіді та рефлексії пацієнта. Цей процес дає як терапевту, так і пацієнту відправну точку і відчуття безпеки, готуючи пацієнта до роботи над конфліктами і самодопомоги, особливо після завершення терапії.

## Застосування

### Сфери застосування ППТ
Метод позитивної психотерапії, який спочатку був розроблений для психотерапії, вийшов за межі свого традиційного вжитку і застосовується в різних сферах, таких як консультування, педагогіка і соціальна робота. У Німеччині ППТ використовується в консультуванні з 1992 року, а в Болгарії - в педагогіці з того ж року. У Китаї його використовують для навчання соціальних працівників щодо розладів психічного здоров'я, роботи з сім'ями та запобігання вигоранню з 2014 року. ППТ  також використовується як основа для спеціалізованих навчальних програм з дитячої та молодіжної терапії в Болгарії з 2006 року, а пізніше в Україні та Росії. Фахівці з різних країн, таких як Німеччина, Болгарія, Кіпр, Туреччина, Косово, Китай, Болівія та Україна, спеціалізувалися на позитивній сімейній терапії та консультуванні на основі ППТ. Як наслідок, ППТ стало засобом обміну психотерапевтичними компетенціями та досвідом у різних професійних і культурних сферах.
Спочатку розроблена як фундаментальне позитивне психосоматичне лікування психічного здоров'я, психосоматична медицина, профілактика та психотерапія, Позитивна психотерапія використовується багатьма лікарями в Німеччині. Підхід впроваджено в низці лікарень, а також у затвердженій державою навчальній програмі Вісбаденської академії психотерапії для психодинамічної терапії в Німеччині.

### Поза психотерапією
Позитивна психотерапія знайшла застосування в широкому діапазоні середовищ, включаючи освіту і школи, психологію релігії  тренінги для вчителів, управління часом,, різних контекстах консультування, управлінських тренінгах, семінари з підготовки до партнерства або шлюбу, рекрутингу, тренінги для юристів і медіаторів; збройних сил, суспільства, офіцерів і політиків;,міжкультурні тренінги, натуропатія та терапія порядку (також відома як медицина розуму-тіла), профілактика вигорання та супервізії. Крім того, ППТ використовується в коучингу, сімейному консультуванні та загальному консультуванні.

## Лікування

### Практика
Позитивна психотерапія використовується для лікування різних психічних захворювань, включно з афективними розладами, невротичними розладами, розладами, пов'язаними зі стресом, соматоформними розладами та деякими поведінковими синдромами, класифікованими в МКХ-10 (глави F3-5). Певною мірою вона також показала свою ефективність у лікуванні особистісних розладів (розділ F6). ППТ успішно інтегрується з традиційною індивідуальною терапією і виявляється корисною в роботі з парами, сім'ями та групової терапії. Крім того, ППТ застосовують у галузі психіатрії, демонструючи свою ефективність під час роботи з пацієнтами з постпсихотичними розладами та в груповій терапії в психіатричних лікарнях, де використання історій та анекдотів виявилося особливо ефективним.

### Самодопомога
Книги Пезешкіана призначені спеціально для неспеціалістів, які прагнуть самодопомоги. Такі його роботи, як "Психотерапія повсякденного життя" (1977 р. німецькою мовою, 1986 р. англійською мовою), покликані допомогти людині впоратися з нерозумінням. У книзі "У пошуках сенсу" (1983 р. німецькою та 1985 р. англійською мовами) також даються рекомендації щодо подолання життєвих криз. Крім того, такі книжки, як "Якщо хочеш мати те, чого ніколи не мав, зроби те, чого ніколи не робив" (2011), присвячені розв'язанню міжособистісних конфліктів. Більш того, люди можуть пройти спеціалізовані курси, щоб стати сертифікованими консультантами з позитивної психотерапії, що дасть їм змогу сприяти стримуванню конфліктів і самодопомозі в складних ситуаціях.

## Тренінги

### Тренінги WAPP
Основна програма післядипломної підготовки WAPP (Всесвітня Асоціація з Позитивної і Траснкультуральної Психоетрапії) складається з трьох частин. Ці частини розроблені в послідовному порядку, тобто їх потрібно проходити послідовно, починаючи з найнижчого рівня.
- Базовий консультант з позитивної психотерапії (200 годин - в т.ч. теорія та самопізнання).
- Кандидат на посаду сертифікованого позитивного психотерапевта (710 годин - в т.ч. теорія, супервізія та самопізнання).
- Європейський сертифікований позитивний психотерапевт (1400 годин - включаючи теорію, практику, супервізію та самопізнання).

Курси розбиті на модулі по 3 або 4 дні, кожен з яких розтягнутий на кілька місяців, залежно від виду курсу. Тренінг з позитивної та транскультуральної психотерапії складається з трьох змістових частин:
- Теорія. Вивчення всіх основних понять та інструментів позитивної та транскультуральної психотерапії.
- Самопізнання/самодосвід. В першу чергу, навчальний самодосвід повинен допомогти студентам (кандидатам, резидентам, стажистам) у розвитку психодинамічної психотерапевтичної ідентичності. Саморефлексія студента повинна бути посилена і розвинена. Вони повинні зіткнутися з власним центральним внутрішнім конфліктом і власною структурою особистості. Вони повинні відчути на собі, як працює психотерапія і наскільки складною вона може бути. Особистий досвід несвідомого є центральним аспектом психодинамічного самопізнання. Навіть освітнє самопізнання має справу з особистими проблемами, воно не є особистою терапією. Студент - не пацієнт, а майбутній колега і майбутній психотерапевт. Якщо під час навчального самопізнання студент та/або його тренер з'ясують, що у нього є багато особистих невирішених проблем, тоді студент повинен перейти до особистої терапії. Це також означає, що особиста терапія не може бути зарахована як навчальне самопізнання.[80]
- Супервізія - важливий компонент позитивної психотерапії, що охоплює як індивідуальні, так і групові формати. У ППТ супервізія виходить за рамки простого розуміння терапевтичної ситуації і спрямована на розвиток навичок і здібностей супервізора, виходячи з його власних потреб і потреб його пацієнтів. Групова супервізія є поширеною в ППТ, оскільки структурований процес добре піддається практичним перевагам і має дидактичний ефект. Найпоширеніший формат передбачає зосередження на одному випадку під час сесії з одним супервізованим, а решта учасників групи, включно з супервізором, виступають як учасники. Такий підхід дозволяє супервізору залучати інших учасників як ко-супервізорів, збагачуючи погляд супервізованого на кейс додатковими точками зору і різноманітними перспективами всієї групи.[81][82]

### Сертифікація ППТ
Після успішного завершення кожного курсу ППТ учасник отримує сертифікат, виданий Всесвітньою асоціацією позитивної та транскультуральної психотерапії (WAPP), підписаний головним тренером курсу та президентом асоціації. WAPP сертифікує тренерів з позитивної психотерапії. Тільки тренери, які є акредитованими тренерами WAPP, мають право підписувати та видавати офіційні сертифікати WAPP..

### Стандарти навчання
WAPP розробила універсальні Стандарти навчання для післядипломних тренінгів з позитивної психотерапії. Ці стандарти є обов'язковими для всіх. Стандарти можуть відрізнятися в деяких країнах. Але стандарти, визначені WAPP, є мінімальними вимогами, які повинні бути виконані.

### Навчання тренерів
WAPP здійснює підготовку та сертифікацію тренерів за Базовим і Майстер-курсами (; стор. 26):
- Тренер Базового курсу з позитивної психотерапії
- Тренер Майстер-курсу з позитивної психотерапії.

Сертифіковані позитивні психотерапевти, які бажають самостійно стати тренерами ППТ, можуть узяти участь у програмі підготовки тренерів, що передбачає іспит і супровід повного курсу як кандидата-тренера.

### Міжнародні зустрічі та навчальні проекти
Всесвітня асоціація позитивної та транскультуральної психотерапії організовує регулярні національні та міжнародні зустрічі, наприклад, конференції, семінари для тренерів та світові конгреси. З 2000 року відбувалися щорічні міжнародні навчальні семінари та з 1997 року сім світових конгресів.

### Розвиток та міжнародна мережа
Протягом останніх 40 років основний акцент в позитивній психотерапії робився на лікуванні, навчанні та публікаціях.
У 1979 році Вісбаденський інститут післядипломної освіти з психотерапії та сімейної терапії був заснований як заклад післядипломної освіти для лікарів у Вісбадені, Німеччина. У 1999 році для підготовки психологів та науковців-педагогів було створено Вісбаденську академію психотерапії (WIAP), - ліцензовану державою академію післядипломної психотерапії з великою амбулаторною клінікою, що має ліцензію.
Міжнародний головний офіс знаходиться у Вісбадені, Німеччина. Позитивна психотерапія представлена на міжнародному рівні Всесвітньою асоціацією позитивної та транскультуральної психотерапії (WAPP). Її міжнародна керівна рада директорів обирається кожні два роки. Існують національні та регіональні асоціації приблизно в десяти країнах.
ППТ та її терапевти беруть участь у міжнародному розвитку психотерапії та є активними членами міжнародних та континентальних асоціацій.

## Дослідження

### Досягнення і додатки досліджень
Перші публікації в галузі ППТ відносяться до 1974 року. Відтоді цей метод був представлений у численних книгах, наукових працях та інших публікаціях. 
ППТ відповідає чотирьом принципам, постульованим Клаусом Граве  про ефективність психотерапії: 
- активація ресурсів,
- актуалізація,
- управління проблемами,
- терапевтичне прояснення.

Дослідження ефективності та якості позитивної психотерапії було проведене в 1994-1997 роках 32 членами Німецької асоціації позитивної психотерапії під керівництвом Носсрат Пезешкіана, Карін Трітт та Біргіт Вернер. 
Метою дослідження було обґрунтування твердження про те, що ППТ є класичною, інтегративною формою терапії ( стор. 9), заснованої на моделі Граве. Воно проводилося в контрольованих умовах і було першим у своєму роді, а отримані результати свідчать про ефективність короткострокового методу ППТ.
У лонгітюдному дослідженні ефективності, проведеному Німецькою асоціацією позитивної психотерапії, вивчали ефективність ППТ у повсякденній клінічній практиці. Загалом 402 пацієнти з різними психічними розладами проходили лікування у 22 терапевтів, навчених ППТ, серед яких були лікарі, психологи і педагоги. Пацієнтів порівнювали з контрольною групою, що складається з 771 людини, яка очікує на терапію у зв'язку із соматичними захворюваннями. У відсотковому співвідношенні представлено частку пацієнтів із різними типами розладів: 23,6% - із депресивними розладами, 19,8% - із тривожними і панічними розладами, 21,2% - із соматоформними розладами, 20,5% - із розладами адаптації, 8,2% - із розладами особистості, 3,4% - із залежностями, 3,4% - із нововиявленими соматичними розладами. Для оцінки ефективності ППТ у дослідженні використовували батарею психометричних тестів, включно з SCL-90R, VEV, Gießen-Test, WIPPF, IPC, IIP-D, GAS і BIKEB. Дослідження також включало ретроспективне опитування пацієнтів після закінчення ППТ з інтервалом від 3 місяців до 5 років у трьох групах, що складалися з 84, 91 і 46 пацієнтів. Під час дослідження було отримано позитивні результати щодо ефективності ППТ при лікуванні різних психічних розладів. Це означає, що позитивний ефект ППТ зберігався навіть після значного часу після закінчення терапії.Дослідження також показало, що пацієнти, які отримували ППТ, відмічали значне поліпшення якості життя за тестом Гіссена (p ≤ 0,005) і міжособистісних стосунків за опитувальниками Interpersonal Check List (IPC) і Inventory of Interpersonal Problems (IIP-D) (p ≤ 0,005). Крім того, у пацієнтів, які отримували ППТ, значно підвищилася здатність до подолання труднощів, що визначається за шкалою Coping Capacity Scale (BIKEB) (p ≤ 0,005) (p ≤ 0,005). Загалом дослідження показало, що ППТ є ефективною формою терапії за різних психічних розладів і що її позитивний ефект може зберігатися протягом тривалого часу (p ≥ 0,05; VEV: F = 1179; SCL-90-R: F = 2473)
Під час обговорення дослідники розглянули дилему вибору між експериментальним дизайном, у якому пріоритет віддається внутрішній валідності, і дизайном, що проводиться в контрольованих умовах для досягнення високої зовнішньої валідності. Вони визнали прикрий недолік досліджень ефективності та підкреслили, що експериментальний дизайн, використаний у даному дослідженні, можна розглядати як значну перевагу. Комп'ютерне дослідження якості позитивної психотерапії (ППТ) отримало в 1997 році премію Річарда Мертена, яка є однією з найпрестижніших премій у галузі охорони здоров'я в Європі. Премія присуджується опікунами з 1992 року з метою відзначити виняткову роботу, що сприяє поліпшенню медичного, фармацевтичного або сестринського лікування і являє собою помітне досягнення в галузі медичного, соціального, соціально-політичного або економічного прогресу у сфері охорони здоров'я.

### Академічні роботи
Широке поширення і культуральне застосування позитивної психотерапії пояснюються тим, що численні колеги отримують мотивацію і підтримку для проведення наукових досліджень. Крім того, у багатьох практиків, які познайомилися з ППТ, відроджується інтерес до публікацій, оскільки вони більше не пов'язані обмеженнями і вимогами конкретного навчального закладу. Є дані, що за ППТ опубліковано близько 5 постдокторських і близько 20 докторських дисертацій, переважно з Німеччини, Росії, Болгарії та України. Крім того, за цією темою написано близько 50 бакалаврських і магістерських дисертацій..
Більшість досліджень, присвячених ППТ, зосереджені на її застосуванні в психосоматичній, медичній, психіатричній, психологічній та педагогічній галузях. Така спрямованість дає уявлення про потенційні сфери майбутніх наукових досліджень. Огляд тем, порушених у цих наукових роботах, показує, що ППТ має широкий спектр клінічних і неклінічних застосувань, причому особлива увага приділяється деяким моделям.
Крім досліджень психосоматики в різних системах органів, існують також порівняльні та транскультуральні дослідження. Ці дослідження присвячені унікальним аспектам терапевтичних стосунків і тому, як вони можуть бути застосовані в освітніх контекстах. Деякі дослідження були проведені в рамках соціально-педагогічної концепції, що підкреслює потенціал застосування і можливості "позитивної педагогіки".

### Публікації
Публікації з позитивної психотерапії складаються з широкого кола джерел, написаних її засновником та його учнями. До цих наукових публікацій приєдналися науково-популярні роботи, які з'явилися в різних періодичних виданнях і не фігурують у списках наукової літератури.
Пезешкіан написав 29 книг, які були перекладені на 23 мови. Найпоширеніша книга - "Східні історії як інструменти позитивної психотерапії: Купець і папуга". Інші основні книги - "Психотерапія повсякденного життя", "Позитивна психотерапія", "Позитивна сімейна терапія" та "Позитивна психотерапія в психосоматичній медицині". В останні роки життя Пезешкіан  опублікував низку книг з самодопомоги, присвячених різним сферам життя.
Починаючи з заснування "Німецького журналу позитивної психотерапії" в 1977 році, колеги з ППТ заохочувалися публікувати результати своїх досліджень і ділитися своїми випадками. Крім того, з 1990-х років до первинних публікацій Пешешкіана почали додаватися вторинні публікації. Оскільки протягом останніх 20 років у різних країнах були створені нові національні асоціації позитивної психотерапії, журнали з ППТ були засновані в Росії, Україні, Болгарії та Румунії.
Нижче наведено перелік деяких з основних публікацій з ППТ:
- Peseschkian, Nossrat (1987). Positive Psychotherapy – Theory and Practice of a New Method. Berlin: Springer-Verlag. ISBN 978-0-387-15794-8. (translated) (first German edition 1977)
- Peseschkian, Nossrat (2016). Oriental Stories as Techniques in Positive Psychotherapy. Bloomington, USA: AuthorHouse. ISBN 978-1524660871. (first German edition 1977)
- Peseschkian, Nossrat (2016). In Search of Meaning: Positive Psychotherapy Step by Step. Bloomington, USA: AuthorHouse. ISBN 978-1524631611. (first German edition 1983)
- Peseschkian, Nossrat (2016). Positive Family Therapy: Positive Psychotherapy Manual for Therapists and Families. Bloomington, USA: AuthorHouse. ISBN 978-1524662042. (first German edition 1980)
- Peseschkian, Nossrat (2016). Positive Psychosomatics: Clinical Manual of Positive Psychotherapy. Bloomington, USA: AuthorHouse. ISBN 978-1524636616.
- Peseschkian, Nossrat (2016). Positive Psychotherapy of Everyday Life: A Self-Help Guide for Individuals, Couples and Families with 250 Case Stories. Bloomington, USA: AuthorHouse. ISBN 978-1524631437.(first German edition 1974)
- Messias, Erick; Peseschkian, Hamid; Cagande, Consuelo, ред. (2020). Positive Psychiatry, Psychotherapy and Psychology. Clinical Applications. Springer Nature Switzerland AG. ISBN 978-3-030-33263-1.

### Журнал ППТ
The Global Psychotherapist (JGP) - цифровий журнал, присвячений позитивній психотерапії, що слідує принципам, встановленим Пезешкіаном з 1977 року. Він слугує міждисциплінарною платформою для публікації статей, пов'язаних із практикою та використанням гуманістично-психодинамічного підходу в позитивній і транскультуральній психотерапії. Журнал виходить раз на півроку: січневий і липневий номери. Статті, що подаються в JGP, проходять суворе подвійне сліпе рецензування, що гарантує якість і цілісність публікації. Журнал приймає статті англійською, російською та українською мовами..
- ISSN: 2710-1460 (online)
- DOI: 10.52982/197700

Журнал "The Global Psychotherapist" дотримується політики відкритого доступу, яка сприяє вільному розповсюдженню наукової інформації та стимулює глобальний обмін знаннями з кінцевою метою сприяння соціальному прогресу. Журнал твердо переконаний у необхідності надання необмеженого доступу до своїх матеріалів в інтересах широкого загалу. Автори можуть вільно обирати ліцензію, під якою будуть опубліковані їхні роботи, зберігаючи при цьому всі права на їхній зміст.
Крім того, редакційна політика журналу дає змогу авторам розміщувати будь-яку версію опублікованих ними статей у репозиторії на власний вибір, чи то інституційний репозиторій, чи то будь-яка інша відповідна платформа, без будь-якого періоду ембарго. Це дає змогу забезпечити доступність результатів досліджень для всієї наукової спільноти..

## Позитивна психотерапія в Україні
Метод почав розвиватися в Україні з 1992 року, коли Навід Пезешкіан (син Носсрата Пезешкіана) відвідав Україну та провів низку ознайомчих семінарів з Позитивної психотерапії.
За 30 років присутності методу ППТ в Україні було навчено та сертифіковано тисячі базових консультантів та позитивних психотерапевтів. На 2023 рік в Україні нараховується 47 тренерів  з позитивної психотерапії та 15 навчальних центрів, акредитованих WAPP, а також національна асоціація з ППТ.

### Український Інститут Позитивної крос-культурної психотерапії та менеджменту
Одним з офіційних провайдерів методу Позитивної психотерапії в Україні є Український Інститут Позитивної крос-культурної психотерапії та менеджменту (м. Черкаси), що уповноважений здійснювати допомогу, навчання та супервізію у даному методі, а також готувати тренерів-викладачів до міжнародної сертифікації.
Офіційними навчальними програмами з Позитивної психотерапії, що здійснюються у різних країнах світу, включаючи Україну, є Базовий курс з Позитивної психотерапії та Майстер-курс з Позитивної психотерапії. Базовий курс складається з чотирьох навчальних модулів (основи консультування, основи позитивної психотерапії, методи та техніки позитивної психотерапії, супервізійний колоквіум) та триває близько року. Програму Базового курсу УІПП узгоджено з Державним Українським науково-методичним Центром практичної психології та соціальної роботи НАПН України. Майстер-курс складається з 12 навчальних модулів та триває три роки. Додатково також здійснюються навчальні сертифікаційні програми спеціалізацій з бізнес-коучінгу, сімейного консультування, управління персоналом та бізнес-тренерства. Супервізуючою установою Українського Інституту Позитивної крос-культурної психотерапії та менеджменту є Вісбаденська Академія Психотерапії.
Регулярно видається Всеукраїнський науково-практичний журнал «Позитум Украина».
В рамках Української спілки психотерапевтів діє секція позитивної психотерапії.

### Українська асоціація з Позитивної психотерапії
На національному та міжнародному рівні українські спеціалісти з Позитивної психотерапії представлені Українською асоціацією з Позитивної психотерапії, що входить як колективний член до Міжнародної академії позитивної та крос-культурної психотерапії.

### Південноукраїнський інститут психології, психотерапії і управління
Південноукраїнський інститут психології, психотерапії і управління (ПІППУ) є аккредитованим WAPP центром навчання позитивній психотерапії у м. Одеса. В рамках Інституту проводяться навчання Базовому та Майстер курсам з ППТ, а також зі спеціалізованих курсів, таких як "Дитяча та підліткова Позитивна психотерапія" та "Казкоаналіз та Казкотерапія у ППТ", а також групові супервізії та інтервізії. Щороку організовуються відкриті супервізійні семінари та літній табір-інтерсив з самопізнання. Інститут активно співпрацює з навчальними центрами з України, Болгарії, Польщі, Грузії та інших країн. Директорка ПІППУ - доктор психологічних наук, професорка, Майстер тренерка та супервізорка з ППТ та членкиня ради директорів Всесвітньої асоціації з ППТ - Ольга Литвиненко.

### Навчальні табори з ППТ

##### Літній табір-інтенсив
Щорічний (з 2017 р.) Міжнародний Training Summer Camp in Positive Psychotherapy традиційно відбувається у м. Шабла (Болгарія) на початку липня і організовується Південноукраїнським інститутом психології, психотерапії і управління. Кожен з учасників має можливість пройти два модулі-спеціалізації (чотири дні-один модуль) і отримати сертифікат участі від Болгарського Дружества Позитивної психотерапії. Під час табору проводиться робота в групах особистого досвіду різного професійного рівня і супервізійні групи із залученням досвідчених болгарських та українських тренерів з позитивної психотерапії.

##### Табір особистісного розвитку і творчості

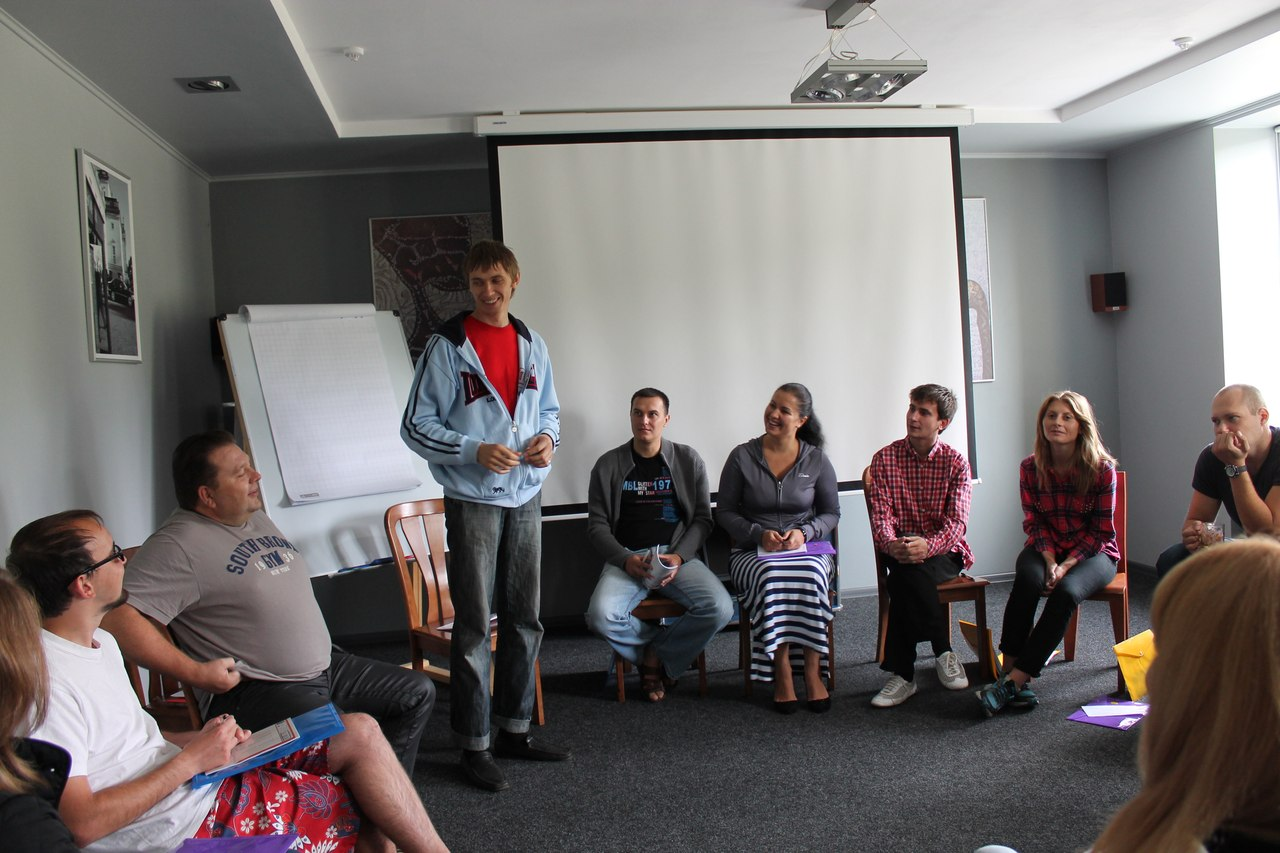
Тренінг під час Табору особистісного розвитку і творчості. 2013

Починаючи з 2010 року Івано-Франківським осередком Всеукраїнської асоціації позитивної психотерапії щорічно в Карпатах проводиться Табір особистісного розвитку і творчості (ТОРТ), захід, що поєднує тренінги та майстер-класи практикуючих психологів і психотерапевтів на актуальні теми розвитку особистості, гармонізації стосунків із собою, з партнером, зі світом, а також тренінги бізнес-орієнтованої тематики; релаксаційно-терапевтичні майстерні тілесної та арт-терапії; елементи традиційної гуцульської культури.
Табір особистісного розвитку і творчості став абсолютним переможцем конкурсу «Positum» Всеукраїнської асоціації позитивної психотерапії.
У 2010 році ТОРТ проводився у селі Делятин Надвірнянського району, у 2011—2012 роках у селі Стара Гута Богородчанського району, у 2013 році — у селі Вишків Долинського району на Івано-Франківщині.

## Зовнішні посилання
- Всесвітня асоціація з позитивної і транскультуральної психотерапії
- Фундація Пезешкіана
- Вісбаденська Академія Психотерапії (WIAP)
- Центри ППТ у світі
- "The Global Psychotherapist" - журнал з ППТ